# Шонець
Шонець (пол. Szoniec) — село в Польщі, у гміні Лютоцин Журомінського повіту Мазовецького воєводства.
Населення — 101 особа (2011).
У 1975-1998 роках село належало до Цехановського воєводства.

## Демографія
Демографічна структура станом на 31 березня 2011 року:
|          | Загалом | Допрацездатний вік | Працездатний вік | Постпрацездатний вік |
| -------- | ------- | ------------------ | ---------------- | -------------------- |
| Чоловіки | 49      | 13                 | 30               | 6                    |
| Жінки    | 52      | 15                 | 25               | 12                   |
| Разом    | 101     | 28                 | 55               | 18                   |